# Кведа-Беретиса
Кведа-Беретиса (груз. ქვედა ბერეთისა) — село в Грузии, на территории Чиатурского муниципалитета края (мхаре) Имеретия.

## География
Село находится на западе центральной части Грузии, на берегах реки Думалы, на расстоянии приблизительно 12 километров (по прямой) к юго-востоку от города Чиатура, административного центра муниципалитета. Абсолютная высота — 838 метров над уровнем моря.

## Население
По результатам официальной переписи населения 2014 года, в Кведа-Беретисе проживало 495 человек (252 мужчины и 243 женщины). В национальной структуре населения грузины составляли 100 %.
| Год  | Население, человек |
| ---- | ------------------ |
| 2002 | 807                |
| 2014 | ↘ 495              |